# Liste d'œuvres de John Singer Sargent
Cet article établit une liste de tableaux de John Singer Sargent, peintre américain né le 12 janvier 1856 à Florence et mort le 14 avril 1925 à Londres. Au long de sa carrière, Sargent a vécu essentiellement en Europe, où il a réalisé environ 900 peintures à l'huile et plus de 2 000 aquarelles, ainsi que de nombreux dessins au crayon et au fusain. La plupart de ses huiles sur toile sont des portraits.

## Tableaux

### Années 1870
| Image | Titre                                    | Année | Catégorie | Technique         | Dimensions                        | Localisation                           |
| ----- | ---------------------------------------- | ----- | --------- | ----------------- | --------------------------------- | -------------------------------------- |
|       | Frank O'Meara                            | 1876  | Portrait  | Huile sur toile   | 44.45 x 39.37 cm (17.5 x 15.5 in) | Collection particulière                |
|       | Frances Sherborne Ridley Watts           | 1877  | Portrait  | Huile sur toile   | 105.9 × 81.3 cm (41.7 × 32 in)    | Philadelphia Museum of Art             |
|       | A Capriote (Rosina Ferrara)              | 1878  | Paysage   | Huile sur toile   | 76.8 x 63.2 cm (30.25 x 24.87 in) | Museum of Fine Arts, Boston            |
|       | Capri Girl on a Rooftop (Rosina Ferrara) | 1878  | Paysage   | Huile sur toile   | 50.8 × 63.5 cm (20 × 25 in)       | Crystal Bridges Museum of American Art |
|       | Head of a Capri Girl                     | 1878  | Portrait  | Huile sur toile   | 43.2 × 30.5 cm (17 × 12 in)       | Collection particulière                |
|       | Nude Boy on the Beach                    | 1878  | Portrait  | Huile sur panneau | 26.8 × 35.1 cm (10.6 × 13.8 in)   | Tate Britain, Londres                  |
|       | Rosina (Rosina Ferrara)                  | 1878  | Portrait  | Huile sur toile   |                                   |                                        |
|       | Young Man in Reverie                     | 1878  | Portrait  | Huile sur toile   |                                   |                                        |
|       | Carmela Bertagna                         | 1879  | Portrait  | Huile sur toile   | 59.7 × 49.5 cm (23.5 × 19.5 in)   | Columbus Museum of Art, Ohio           |
|       | Portrait de Carolus-Duran                | 1879  | Portrait  | Huile sur toile   | 116.8 × 95.9 cm (46 × 37 ¾ in)    | Clark Art Institute, Massachusetts     |
|       | Portrait d'Édouard Pailleron             | 1879  | Portrait  | Huile sur toile   | 127 × 94 cm (50 × 37.01 in)       | Château de Versailles                  |
|       | Madame Édouard Pailleron (Marie Buloz)   | 1879  | Portrait  | Huile sur toile   | 208.3 x 100.4 cm (82 x 39 1/2 in) | Corcoran Gallery of Art, Washington    |

### Années 1880
| Image | Titre                                                                          | Année        | Catégorie | Technique         | Dimensions                             | Localisation                                                        |
| ----- | ------------------------------------------------------------------------------ | ------------ | --------- | ----------------- | -------------------------------------- | ------------------------------------------------------------------- |
|       | Portrait de Jean-Joseph Carriès                                                | c. 1880      | Portrait  | Huile sur toile   | 22 × 18.25 in (55.9 × 46.4 cm)         | Sheldon Museum of Art, University of Nebraska                       |
|       | Portrait de Ramón Subercaseaux Vicuña                                          | c. 1880      | Portrait  | Huile sur panneau | 13 15/16 x 10 1/2 in. (35.4 x 26.6 cm) | Saint Louis Art Museum, Missouri                                    |
|       | Portrait de Francis Brooks Chadwick                                            | 1880         | Portrait  | Huile sur panneau | 13.75 x 10 in                          | Collection particulière                                             |
|       | Portrait de George Hitchcock                                                   | 1880         | Portrait  | Aquarelle         | 21.6 x 29 cm (8.5 x 11.4 in)           | Collection particulière                                             |
|       | Portrait de Ramón Subercaseaux Vicuña                                          | 1880         | Portrait  | Huile sur toile   | 47 x 63.5 cm (18 1/2 x 25 in)          | Dixon Gallery and Gardens, Memphis, Tennessee                       |
|       | Spanish Dancer                                                                 | 1880–81      | Portrait  | Huile sur toile   |                                        |                                                                     |
|       | Portrait de Robert Farquharson                                                 | 1881         | Portrait  | Huile sur toile   | 61.4 x 51.2 cm                         | Aberdeen Art Gallery, Écosse                                        |
|       | Portrait de Samuel Pozzi chez lui                                              | 1881         | Portrait  |                   |                                        | Hammer Museum, University of California, Los Angeles                |
|       | Portrait d'Édouard et de Marie-Louise Pailleron (enfants d'Édouard Pailleron)  | 1881         | Portrait  | Huile sur toile   | 152.4 × 175.3 cm (60 × 69 in)          | Des Moines Art Center, Iowa                                         |
|       | Portrait de Vernon Lee (Violet Paget)                                          | 1881         | Portrait  | Huile sur toile   | 53.7 × 43.2 cm (21 ⅛ × 17 in)          | Tate Britain, London                                                |
|       | Portrait d'Albert de Belleroche                                                | c. 1882      | Portrait  | Huile sur toile   | 61 x 45.7 cm (24 x 18 in)              | Collection particulière                                             |
|       | Portrait d'Albert de Belleroche                                                | c. 1882      | Portrait  |                   |                                        |                                                                     |
|       | Street in Venice                                                               | c. 1882      | Paysage   | Huile             |                                        | National Gallery of Art, Washington                                 |
|       | Portrait de Paul César Helleu                                                  | c. 1882–1885 | Portrait  | Aquarelle         | 23.5 x 37.3 cm (9 1/4 x 14 3/8 in)     | Collection particulière                                             |
|       | Les Filles d'Edward Darley Boit                                                | 1882         | Portrait  | Huile sur toile   | 221.9 × 222.6 cm (87 ⅜ × 87 ⅝ in)      | Museum of Fine Arts, Boston, Massachusetts                          |
|       | El Jaleo                                                                       | 1882         | Portrait  | Huile sur toile   | 237 × 352 cm                           | Isabella Stewart Gardner Museum, Boston                             |
|       | Mrs Daniel Sargent Curtis (Ariana Randolph Wormeley)                           | 1882         | Portrait  | Huile sur toile   | 71.1 x 53.3 cm (28 x 21 in)            | Spencer Museum of Art, University of Kansas                         |
|       | Madame Eugenia Errázuriz ou The Lady in Black                                  | c. 1882–1883 | Portrait  | Huile sur toile   | 81.9 x 59.7 cm (32.2 x 23.5 in)        | Collection particulière                                             |
|       | Portrait de Mrs Henry White (Margaret Stuyvesant Rutherfurd)                   | 1883         | Portrait  | Huile sur toile   | 87 × 55 inches (221.00 × 139.70 cm)    | Corcoran Gallery of Art, Washington                                 |
|       | Madame X (Virginie Gautreau)                                                   | 1883–84      | Portrait  | Huile sur toile   | 208.6 × 109.9 cm (82 ⅛ × 43 ¼ in)      | Metropolitan Museum of Art, New York                                |
|       | Les Demoiselles Vickers                                                        | 1884         | Portrait  | Huile sur toile   | 166.6 x 212.2 cm                       | Museums Sheffield, Sheffield                                        |
|       | Mrs Harry Vane Milbank (Alice Sidonie Vandenburg, mère d'Albert de Belleroche) | 1883–1884    | Portrait  | Huile sur toile   | 188.6 by 90.8 cm (74 1/4 x 35 3/4 in)  | Collection particulière                                             |
|       | Edward Vickers                                                                 | c. 1884      | Portrait  | Huile sur toile   | 50.8 x 35.6 cm (20 x 14 in)            | Collection particulière                                             |
|       | Madame de Belleroche (mère d'Albert de Belleroche)                             | c. 1884      | Portrait  | Huile sur toile   | 55.2 x 45.7 cm (21 3/4 x 18 in)        | Collection particulière                                             |
|       | Dorothy Vickers                                                                | c. 1884      | Portrait  | Huile sur toile   | 45.72 x 38.1 cm (18 x 15 in)           | Collection particulière                                             |
|       | Portrait d'Auguste Rodin                                                       | 1884         | Portrait  | Huile sur toile   | 28 3/4 x 20 7/8 in                     | Musée Rodin, Paris                                                  |
|       | Garden Study of Thomas Vickers's Children                                      | 1884         | Portrait  | Huile sur toile   | 137.6 x 91.1 cm (54 3/16 x 35 7/8 in)  | Flint Institute of Arts, Michigan                                   |
|       | Portrait de Louis de Fourcaud (Le Clairon)                                     | 1884         | Portrait  | Huile sur toile   | 60 x 49.7 cm                           | Musée d'Orsay, Paris                                                |
|       | Mrs Albert Vickers                                                             | 1884         | Portrait  | Huile sur toile   |                                        | Virginia Museum of Fine Arts, Richmond, Virginie                    |
|       | The Dinner Table (Mr and Mrs Albert Vickers)                                   | 1884         | Portrait  | Huile sur toile   | 51.4 x 66.7 cm (20.25 x 26.25 in)      | California Palace of the Legion of Honor, San Francisco, Californie |
|       | Portrait de Dorothy Barnard (fille de Fred Barnard)                            | 1885         | Portrait  | Huile sur toile   | 72.39 x 49.53 cm (28 1/2 x 19 1/2 in)  | Collection particulière                                             |
|       | Portrait de Madame Paul Poirson                                                | 1885         | Portrait  | Huile sur toile   |                                        | Detroit Institute of Arts                                           |
|       | Portrait de Robert Louis Stevenson et de sa femme                              | 1885         | Portrait  | Huile sur toile   | 52.1 × 62.2 cm (20.51 × 24.49 in)      | Crystal Bridges Museum of American Art, Bentonville, Arkansas       |
|       | Carnation, Lily, Lily, Rose                                                    | 1885–1886    | Paysage   | Huile sur toile   | 174 × 153.7 cm (68 ½ × 60 ½ in)        | Tate Britain, Londres                                               |
|       | Portrait de Mrs Francis Davis Millet (Elizabeth "Lily" Greely Merrill)         | 1885–1886    | Portrait  | Huile sur toile   | 87.3 x 67.3 cm (34 3/8 x 26 1/2 in)    | Collection particulière                                             |
|       | Sally Fairchild                                                                | c. 1885–1887 | Portrait  | Huile sur toile   | 67 x 50.8 cm (26 3/8 x 20 in)          | Iris & B. Gerald Cantor Center for Visual Arts (Stanford)           |
|       | Portrait de Jacques-Émile Blanche                                              | c. 1886      | Portrait  |                   |                                        |                                                                     |
|       | Portrait de Campbell Douglas                                                   | 1886         | Portrait  | Huile sur toile   | 63 3/4 x 35 3/4 in                     | Collection particulière                                             |
|       | Portrait d'Edmund Gosse                                                        | 1886         | Portrait  | Huile sur toile   | 54.6 x 44.5 cm (21 1/2 x 17 1/2 in)    | National Portrait Gallery (Royaume-Uni), Londres                    |
|       | Portrait de Mrs Cecil Wade                                                     | 1886         | Portrait  | Huile sur toile   | 167.6 x 137.8 (66 x 54.25 in)          | Nelson-Atkins Museum of Art, Kansas City, Missouri                  |
|       | Mrs. Douglas Dick (Isabelle Parrott, femme de Campbell Douglas)                | 1886         | Portrait  | Huile sur toile   | 63 x 36 in                             | Collection particulière                                             |
|       | Caspar Goodrich                                                                | 1887         | Portrait  | Huile sur toile   | 66.3 x 48.6 cm (26 1/8 x 19 1/8 in)    | Collection particulière                                             |
|       | Elizabeth Allen Marquand                                                       | 1887         | Portrait  | Huile sur toile   | 169.0 x 107.0 cm (66 9/16 x 42 1/8 in) | Princeton University Art Museum, New Jersey                         |
|       | Laurence Millet (fils de Francis Davis Millet)                                 | 1887         | Portrait  | Huile sur toile   | 76.2 x 50.80 cm (30.0 x 20.0 in)       | Collection particulière                                             |
|       | Portrait de Robert Louis Stevenson                                             | 1887         | Portrait  | Huile sur toile   | 50.8 × 61.6 cm (20 × 24 ¼ in)          | Taft Museum of Art, Ohio                                            |
|       | Portrait d'Alice Vanderbilt Morris                                             | 1888         | Portrait  | Huile sur toile   | 73.7 × 58.4 cm (29 × 23 in)            | Musée Amon Carter, Fort Worth, Texas                                |
|       | Dennis Miller Bunker Painting at Calcot                                        | 1888         | Portrait  | Huile sur toile   | 68.6 × 64.1 cm (27 × 25.2 in)          | Terra Museum of American Art, Chicago                               |
|       | Portrait d'Isabella Stewart Gardner                                            | 1888         | Portrait  | Huile sur toile   | 190 × 81.2 cm (74 ¾ × 32 in)           | Isabella Stewart Gardner Museum, Massachusetts                      |
|       | Mrs Adrian Georg Iselin (Elanora O'Donnell)                                    | 1888         | Portrait  | Huile sur toile   |                                        | National Gallery of Art, Washington                                 |
|       | Mrs Elliott Fitch Shepard (Margaret Louisa Vanderbilt Shepard)                 | 1888         | Portrait  | Huile sur toile   |                                        | San Antonio Museum of Art, Texas                                    |
|       | Mrs George Gribble (Norah Royd)                                                | 1888         | Portrait  | Huile sur toile   | 89 x 46 3/4 in                         | Art Museum of Western Virginia                                      |
|       | Portrait de Gabriel Fauré                                                      | c. 1889      | Portrait  | Huile sur toile   | 54.5 × 49.5 cm (21.5 × 19.5 in)        | Cité de la Musique, Paris                                           |
|       | Clementina Anstruther-Thomson                                                  | 1889         | Portrait  |                   |                                        |                                                                     |
|       | Ellen Terry en Lady Macbeth                                                    | 1889         | Portrait  | Huile sur toile   | 87 × 45 in (221 × 114.3 cm)            | Tate Britain, Londres                                               |
|       | Portrait de Paul César Helleu dessinant avec sa femme                          | 1889         | Portrait  | Huile sur toile   | 66.4 × 81.6 cm (26 ⅛ × 32 ⅛ in)        | Brooklyn Museum, New York                                           |

### Années 1890
| Image | Titre                                                     | Année   | Catégorie | Technique       | Dimensions                          | Localisation |
| ----- | --------------------------------------------------------- | ------- | --------- | --------------- | ----------------------------------- | --- |
|       | Annie Adams Fields                                        | 1890    | Portrait  | Huile           |                                     | Concord Museum, Massachusetts |
|       | Portrait d'Edwin Booth                                    | 1890    | Portrait  |                 |                                     | Musée Amon Carter, Fort Worth, Texas                                                                                               |
|       | John Alfred Parsons Millet (fils de Francis Davis Millet) | 1892    | Portrait  | Huile sur toile | 36 1/4 x 24 1/8 in                  | Collection particulière |
|       | Portrait de Lady Agnew of Lochnaw                         | 1892    | Portrait  | Huile sur toile | 127 × 101 cm (50 × 39 ¾ in)         | National Gallery of Scotland, Edinburgh                                                                                            |
|       | Mrs Hugh Hammersley                                       | 1892    | Portrait  |                 |                                     | Metropolitan Museum of Art, New York                                                                                               |
|       | Nicola D'Inverno                                          | 1892    | Portrait  | Aquarelle       |                                     | |
|       | Portrait d'Eleonora Duse                                  | c. 1893 | Portrait  | Huile sur toile | 58.4 × 48.3 cm (22.99 × 19.02 in)   | Herta and Paul Amir Collection |
|       | Ada Rehan                                                 | 1894–95 | Portrait  | Huile sur toile |                                     | Metropolitan Museum of Art, New York                                                                                               |
|       | Portrait de Frederick Law Olmsted                         | 1895    | Portrait  | Huile sur toile | 232.1 × 154.3 cm (91 ⅜ × 60 ¾ in)   | Biltmore Estate, North Carolina |
|       | Mrs Carl Meyer et ses enfants                             | 1896    | Portrait  | Huile sur toile | 201.4 x 134 cm (79.3 x 52.8 in)     | Tate Britain |
|       | Mr and Mrs I. N. Phelps Stokes                            | 1897    | Portrait  | Huile sur toile | 214 x 101 cm                        | Metropolitan Museum of Art, New York                                                                                               |
|       | Catherine Vlasto                                          | 1897    | Portrait  | Huile sur toile |                                     | Hirshhorn Museum and Sculpture Garden, Smithsonian Institution, Washington                                                         |
|       | Pauline Astor (fille de William Waldorf Astor)            | 1898–99 | Portrait  | Huile sur toile | 98 × 50 cm (38.6 × 19.7 in)         | The William Morris Collection, on loan to The Huntington Library, Art Collections, and Botanical Gardens in San Marino, California |
|       | Mrs Joshua Montgomery Sears                               | 1899    | Portrait  | Huile sur toile | 147.6 x 96.8 cm (58.13 x 38.13 in)  | Museum of Fine Arts, Houston |
|       | Les Sœurs Wyndham                                         | 1899    | Portrait  | Huile sur toile | 115 x 84 1/8 in. (292.1 x 213.7 cm) | Metropolitan Museum of Art, New York                                                                                               |

### Années 1900
| Image | Titre | Année        | Catégorie | Technique       | Dimensions                           | Localisation                                                   |
| ----- | --- | ------------ | --------- | --------------- | ------------------------------------ | -------------------------------------------------------------- |
|       | Portrait de la famille Sitwell. De g. à dr. : Dame Edith Sitwell, Sir George Sitwell, Lady Ida Sitwell, Sir Sacheverell Sitwell et Sir Osbert Sitwell | 1900         | Portrait  | Huile sur toile |                                      |                                                                |
|       | Portrait d'Ena et de Betty Wertheimer | 1901         | Portrait  | Huile sur toile | 185.4 × 130.8 cm (73 × 51 ½ in)      | Tate Britain, Londres                                          |
|       | Alice Wernher (née Alice Sedgwick Mankiewicz, femme de Julius Wernher)                                                                                | 1902         | Portrait  | Huile sur toile |                                      |                                                                |
|       | Evelyn Cavendish, duchesse de Devonshire | 1902         | Portrait  | Huile sur toile |                                      | Chatsworth House, Derbyshire                                   |
|       | Portrait de Thomas Lister, 4e baron Ribblesdale | 1902         | Portrait  | Huile sur toile | 258.5 × 143.5 cm (101 ¾ × 56 ½ in)   | National Gallery, Londres                                      |
|       | Portrait de Leonard Wood | 1903         | Portrait  | Huile sur toile |                                      | National Portrait Gallery, Smithsonian Institution             |
|       | Gretchen Osgood Warren et sa fille Rachel | 1903         | Portrait  | Huile sur toile | 162.4 × 102.5 cm                     | Museum of Fine Arts, Boston                                    |
|       | Portrait officiel de Theodore Roosevelt | 1903         | Portrait  | Huile sur toile | 147.6 x 101.6 cm (58.2 x 40 in.)     | Maison-Blanche, Washington                                     |
|       | Portrait de Frank Swettenham | 1904         | Portrait  | Huile sur toile | 258 x 142.5 cm (101.57 x 56.10")     | Singapore History Gallery, National Museum of Singapore        |
|       | Portrait de Helen Vincent, vicomtesse d'Abernon | 1904         | Portrait  | Huile sur toile | 158.8 × 108 cm (62 ½ x 42 ½ in)      | Birmingham Museum of Art, Alabama                              |
|       | Portrait de Millicent Leveson-Gower, duchesse de Sutherland                                                                                           | 1904         | Portrait  | Huile sur toile | 254 x 146 cm                         | Musée Thyssen-Bornemisza, Madrid                               |
|       | Portrait du 9e duc de Marlborough avec sa famille | 1905         | Portrait  | Huile sur toile | 332.7 × 238.8 cm (130.98 × 94.02 in) | Collection du duc de Marlborough, Blenheim Palace, Oxfordshire |
|       | Portrait de Sybil Frances Grey (future Lady Eden, mère d'Anthony Eden)                                                                                | 1905         | Portrait  | Huile sur toile |                                      |                                                                |
|       | Bédouins | c. 1905–1906 | Portrait  | Aquarelle       |                                      | Brooklyn Museum                                                |
|       | Dolce far niente | 1905–09      | Paysage   | Huile sur toile | 41.3 × 71.7 cm (16.26 × 28.23 in)    | Brooklyn Museum                                                |
|       | Portrait de Frederick Roberts | 1906         | Portrait  | Huile sur toile |                                      | National Portrait Gallery, Londres                             |
|       | Portrait de Lady Eden | 1906         | Portrait  | Huile sur toile |                                      | Philadelphia Museum of Art, Philadelphie                       |
|       | Autoportrait | 1906         | Portrait  | Huile sur toile | 70 × 53 cm (27 ½ × 20 ⅞ in)          | Galerie des Offices, Florence                                  |
|       | Gourdes | 1906–10      | Paysage   | Aquarelle       |                                      | Brooklyn Museum                                                |
|       | The Fountain, Villa Torlonia, Frascati, Italy | 1907         | Paysage   | Huile           |                                      | Art Institute of Chicago                                       |
|       | Portrait de Lady Speyer (Leonora Speyer) | 1907         | Portrait  | Huile sur toile | 58 × 38 in. (147.3 × 96.5 cm)        | Collection particulière                                        |
|       | Almina Wertheimer | 1908         | Portrait  | Huile sur toile | 134 × 101 cm (52 ¾ × 39 ¾ in)        | Tate Britain, Londres                                          |
|       | The Black Brook | c. 1908      | Portrait  | Huile sur toile | 55.5 x 67 cm                         | Tate Britain, Londres                                          |
|       | Nancy Langhorne, vicomtesse Astor | 1908–1909    | Portrait  | Huile sur toile | 149.9 x 99 cm                        | Cliveden, Buckinghamshire                                      |
|       | Artist in the Simplon | c. 1909      | Paysage   | Aquarelle       |                                      | Fogg Museum of Art                                             |

### Années 1910
| Image | Titre                                                      | Année | Catégorie | Technique       | Dimensions                        | Localisation                           |
| ----- | ---------------------------------------------------------- | ----- | --------- | --------------- | --------------------------------- | -------------------------------------- |
|       | The Garden Wall                                            | 1910  | Paysage   | Aquarelle       | 40 x 52.1 cm (15.75 x 20.51 in)   | Museum of Fine Arts, Boston            |
|       | Villa di Marlia, Lucca                                     | 1910  | Paysage   | Aquarelle       | 40.5 x 53.2 cm (15.94 x 20.94 in) | Museum of Fine Arts, Boston            |
|       | Nonchaloir (Repose)                                        | 1911  | Portrait  | Huile sur toile | 63.8 x 76.2 cm (25 1/8 x 30 in.   | National Gallery of Art, Washington    |
|       | Simplon Pass : The Tease                                   | 1911  | Portrait  | Aquarelle       | 40 x 52.4 cm (15.75 x 20.63 in)   | Museum of Fine Arts, Boston            |
|       | Portrait de Henry James                                    | 1913  | Portrait  | Huile sur toile | 85.1 × 67.3 cm (33 ½ × 26 ½ in)   | National Portrait Gallery, Londres     |
|       | Portrait de George Curzon, 1er marquis Curzon of Kedleston | 1914  | Portrait  |                 |                                   | National Portrait Gallery, Londres     |
|       | Karersee                                                   | 1914  | Paysage   | Aquarelle       | 16 in. x 20.75 in                 | Collection particulière                |
|       | Portrait de John D. Rockefeller                            | 1917  | Portrait  | Huile sur toile | 147.3 × 114.3 cm (58 × 45 in)     | Senator and Mrs John D. Rockefeller IV |
|       | Gazés                                                      | 1918  | Paysage   | Huile sur toile | 231 × 611 cm                      | Imperial War Museum, Londres           |

### Années 1920
| Image | Titre                                      | Année | Catégorie | Technique       | Dimensions                   | Localisation                                      |
| ----- | ------------------------------------------ | ----- | --------- | --------------- | ---------------------------- | ------------------------------------------------- |
|       | On the Deck of the Yacht Constellation     | 1924  | Paysage   | Aquarelle       |                              | Peabody Essex Museum, Salem, Massachusetts        |
|       | Grace Curzon, marquise Curzon de Kedleston | 1925  | Portrait  | Huile sur toile | 127 × 92.7 cm (50 × 36.5 in) | Currier Museum of Art, Manchester (New Hampshire) |